# Eve Ensler
Eve Ensler   (Nova York, 25 de maig de 1953) és una dramaturga, feminista i activista social estatunidenca coneguda arreu del món per la seva obra teatral Els monòlegs de la vagina.

## Biografia
Nascuda en una família jueva, va patir abús per part de son pare durant la joventut. Malgrat que la mare ho sabia, no va actuar per a evitar-ho. Es va escapar de casa dues vegades, però va ser trobada i retornada.
El 1975, Eve Ensler es graduà a la prestigiosa universitat privada Middlebury College. El 1976 adoptà el jove actor Mark Anthony McDermott i el 1978 es casà amb el seu pare, Richard McDermott. El matrimoni durà 10 anys. La relació amb el seu fill adoptiu és tan estreta que, quan ella patí un avortament, el noi adoptà el nom que li volia posar al nadó, Dylan.
El 1996 tingué un gran èxit mundial amb la seva obra Els monòlegs de la vagina, que després ha seguit utilitzant com una performance en nombrosos actes de reivindicació feminista.
La militància pacifista que ha exercit arreu del món li ha valgut el premi al seu lideratge, que li atorgà Amnistia Internacional el 2002.
El febrer del 2004, Ensler participà amb les actrius estatunidenques Sally Field, Jane Fonda i Christine Lahti en una manifestació per demanar al govern de Mèxic la reobertura de la investigació dels feminicidis a Ciudad Juárez, a la frontera amb Texas.
Bisexual declarada, ara viu amb la seva psicoterapeuta Ariel Orr Jordan a la Ciutat de Nova York, on ensenya escriptura teatral a la Universitat de Nova York.
Eve Ensler ha rebut nombrosos premis per la seva obra literària i pel seu activisme feminista i pacifista.

## Obra
Ensler ha dit que l'obra Els monòlegs de la vagina s'inspira en totes les dones que han estat víctimes d'abús sexual o violació a tot el món, per la qual cosa també fundà el 1998 el projecte V-day, que intenta combatre la violència domèstica i el feminicidi.
Una altra obra seva prou coneguda és Criatura emocional, composta de monòlegs i diàlegs sobre situacions en què les cultures de tot el món oprimeixen i maltracten diverses dones joves (anorèxia, embaràs adolescent, treball infantil, discriminació, estereotips socials i religions). Amb aquesta obra l'autora vol comunicar als seus lectors que l'esperit i l'energia d'una dona jove són factors creadors d'un increïble poder.

### Teatre
- Conviction
- Lemonade
- The Depot
- Floating Rhoda
- The Glue Man
- Extraordinary Measures
- The Vagina Monologues
- The Good Body
- Necessary Targets
- I am an Emotional Creature

### Llibres
- V-World
- I Am An Emotional Creature
- Vagina Warriors
- Insecure at Last: Losing It in Our Security Obsessed World
- The Good Body

### Filmografia
- Fear No More: Stop Violence Against Women (2002) - entrevista
- The Vagina Monologues (2002)
- Until the Violence Stops (2003)
- What I Want My Words to Do to You: Voices From Inside a Women's Maximum Security Prison (2003)